# Alex Song
Alexandre Dimitri Song Billong (n. 9 septembrie 1987) este un fotbalist camerunez care joacă la clubul rus Rubin Kazan și la echipa națională de fotbal a Camerunului pe postul de mijlocaș.

## Palmares

### Club
Arsenal
- UEFA Champions League

Finalist (1): 2005–06
- Football League Cup

Finalist (2): 2006–07, 2010–11
Barcelona
- La Liga (1): 2012–13

Vice-campion (1): 2013-14
- Supercopa de España (1): 2013
- Copa del Rey

Finalist (1): 2013–14

### Internațional
Camerun U17
- Campionatul Africii U-17: 2003[4]

Camerun
- Cupa Africii pe Națiuni

Finalist: 2008
- 2011 LG Cup (Morocco)

### Individual
- Africa Cup of Nations Best XI: 2008, 2010

## Legături externe
- FC Barcelona - profilul oficial
- Alexandre Song la Soccerbase
- Transfermarkt - profil
- Alex Song pe site-ul FIFA (arhivat)
- Alex Song – pe site-ul UEFA